# Hans-Jürgen Syberberg
Hans-Jürgen Syberberg (Nossendorf, Mecklemburgo-Pomerania Occidental, 8 de diciembre de 1935) es un director de cine alemán, cuya película más conocida es su largometraje Hitler, ein Film aus Deutschland.

## Biografía
Nacido en Nossendorf, Mecklemburgo-Pomerania Occidental, siendo hijo de un hacendado, Syberberg vivió hasta 1945 en Rostock y Berlín. En 1952 y 1953 grabó su primeras toma de 8 mm de los ensayos del Berliner Ensemble. En 1953 se fue a vivir a Alemania Occidental, donde en 1956 comenzó estudios en literatura e historia del arte, completándolos al siguiente año. Consiguió su doctorado en Múnich con la tesis "El absurdo en Dürrenmatt." En 1963 Syberberg empezó a producir documentales sobre Fritz Kortner y Romy Schneider para la Radio de Baviera, entre otras.

## Obra
Para Syberberg, el cine es una forma de Gesamtkunstwerk. Muchos comentadores, incluyendo al mismo Syberberg, han caracterizado su trabajo como una combinación cinemática de la doctrina del teatro épico de Bertolt Brecht y de la estética operística de Richard Wagner. Algunos afamados filósofos e intelectuales han escrito acerca de su trabajo, incluyendo a Susan Sontag, Gilles Deleuze y Philippe Lacoue-Labarthe.
En 1975 Syberberg publicó Winifried Wagner und die Geschichte des Hauses Wahnfried von 1914-1975, un documental acerca de Winifred Wagner, una mujer inglesa que contrajo matrimonio con el hijo de Richard Wagner, Siegfried. El docomental atrajo la atención a causa de que exhibe la admiración de la señora Wagner por Adolf Hitler. El documental resultó polémico para la familia Wagner y el Festival de Bayreuth (del cual ella se había hecho cargo desde 1930 hasta la Segunda Guerra Mundial). Winifred Wagner se opuso a que incluyeran en el documental conversaciones que no sabía habían sido grabadas.
Syberberg es también conocido por su aclamada interpretación visual de la ópera de Wagner, Parsifal de 1982.
Actualmente reside en Múnich.

## Filmografía
- 1965 - Fünfter Akt, Siebte Szene. Fritz Kortner probt Kabale und Liebe
- 1965 - Romy. Anatomie eines Gesichts
- 1966 - Fritz Kortner spricht Monologue für eine Schallplatte
- 1966 - Wilhelm von Kobell
- 1966 - Die Grafen Pocci - einige Kapitel zur Geschichte einer Familie
- 1968 - Scarabea - Wieviel Erde braucht der Mensch
- 1969 - Sex-Business - made in Pasing
- 1970 - San Domingo
- 1970 - Nach meinem letzten Umzug
- 1972 - Ludwig - Requiem für einen jungfräulichen König
- 1972 - Theodor Hierneis oder: Wie man ehem. Hofkoch wird
- 1974 - Karl May
- 1975 - Winifred Wagner und die Geschichte des Hauses Wahnfried von 1914-1975 (Original: 302 min, US version: 104 min)
- 1978 - Hitler, ein Film aus Deutschland
- 1981 - Parsifal
- 1984 - Die Nacht
- 1985 - Edith Clever liest Joyce
- 1986 - Fräulein Else
- 1987 - Penthesilea
- 1989 - Die Marquise von O.
- 1993 - Syberberg filmt Brecht
- 1994 - Ein Traum, was sonst
- 1997 - Höhle der Erinnerung

Syberberg aparece en la película The Ister (2004).